# 簡偉斯
簡偉斯（1962年—），是一位出身宜蘭縣的資深影像工作者。

## 生平
1984年，簡偉斯畢業於國立政治大學西洋語文學系（後改為英文系）。後來，她曾擔任外商公司秘書、雜誌編採人員，也曾在優劇場擔任演員。
1990年，她前往美國留學，並在1993年畢業於俄亥俄州立大學攝影暨電影系研究所。
後來，身為一個獨立影片工作者，她長年擔任導演或製片。自1997年起，她也在世新大學廣播電視電影系兼任講師。自1998年起，她開始擔任「台灣女性影像學會」理事至今。

## 主要作品
- 《等待月事的女人》：導演，實驗性劇情片，長度24分鐘，以betacam攝影，發表於1993年；該片改編自她本人留學經驗，以二位主要角色交互出現的第一人稱話語描述其心情與經驗，進而描述留學生活對女性之月經生理週期、國族認同、性別認同的影響。 [1][8][5]

- 《小珍和她們》：導演，劇情片，長度14分鐘，以betacam攝影，發表於1995年；該片為一與勵馨基金會合作拍攝之紀錄片，紀述臺灣從事特種行業的「不幸少女」（雛妓）之典型處境，其影片畫面曾被臺灣電視媒體宣稱為實錄畫面在新聞中播出。[3]
- 《回首來時路》：導演，紀錄片，長度60分鐘，以betacam攝影，發表於1997年。
- 《台灣女性主義詩人之先驅－陳秀喜》：導演，紀錄片，長度27分鐘，以betacam攝影，發表於1999年；該片介紹現代詩人陳秀喜的創作與人生。[2]
- 《馬祖舞影》：導演，紀錄片，長度24分鐘，發表於2000年；周美玲企劃「流離島影」系列作品之一，為一部關於馬祖的影像紀錄。[9]
- 《玩布的姊妹》：導演，紀錄片，長度56分鐘，以betacam攝影，發表於2004年。[10][11]
- 《跳舞時代》：導演，紀錄片，長度104分鐘，以16厘米底片攝影，發表於2004年；該片以古倫美亞唱片為主軸，探討日治時期臺灣流行音樂文化與產業的發展。[7]

## 外部連結
- 簡偉斯 - 臺灣電影網[永久]
- 簡偉斯作品查詢 - 女性影像學會 （页面存档备份，存于）